# پادشاه ایلسونگ
پادشاه ایلسونگ (هانگول:일성왕)، (سلطنت ۱۳۴ ~ ۱۵۴ میلادی) هفتمین پادشاه شیلا یکی از سه پادشاهی کره بود. گفته می شود که او پسر بزرگ پادشاه یوری و نوه دختری ایلجی گالمون بود. ملکه او از قبیله پارک، دختر پادشاه جیسوریه است.
نسب او تا حدودی نامشخص است. طبق شیلا بونگ‌کی از سامگوک ساگی (تاریخ سه پادشاهی)، او پسر ارشد و پسر قانونی یوری ایساگوم است.با این حال بر اساس سامگوک یوسا، این نظریه که پدر ایلسونگ پادشاه یوری و نظریه‌ای که پادشاه پیشین او پادشاه جیما بود نیز شامل می شود، بنابراین تا حدودی نامشخص است.
اگر به عنوان پسر پادشاه یوری نگاه شود، پادشاه پاسا برادر تنی یا برادر ناتنی او می شود، و پادشاه جیما برادرزاده او می شود، پادشاه یوری پدر او می شود، و پادشاه جیما پدربزرگ او می شود.
با این حال، سامگوک یوسا همچنین نظریه‌ای را در بر داشت که همسرش ملکه پارک، دختر پادشاه جیسوریه یا ناریبو، دختر پادشاه جیما است. همچنین یک نظریه وجود دارد که او پسر آدو گالمون بود که در سال ۱۴۸ میلادی به عنوان پادشاه گالمون مفتخر شد.

## حکومت
او دفاتر اداری ایجاد کرد و یک ساختمان اداری مرکزی ساخت. دستور کشت مزارع جدید کشاورزی را صادر کرد.
او عمدتاً به خاطر فرمان خود درسال ۱۴۴ میلادی در ممنوعیت استفاده از جواهرات و سایر کالاهای لوکس توسط مردم به یاد می‌آید.
در طول سلطنت او حملات متعددی توسط قبایل شمالی ملگال صورت گرفت. در سال ۱۴۶ میلادی، او شورش یک ایالت خراجی را در گیونگسان امروزی، استان گیونگ‌سانگ شمالی سرکوب کرد.
مقبره پادشاه ایلسونگ در شهر تاپدونگ در مرکز شهر گیونگجو قرار دارد.